# Comté de Lewis (Idaho)
Pour les articles homonymes, voir Lewis et Comté de Lewis.
Le comté de Lewis est un comté des États-Unis situé dans l’État de l'Idaho. En 2000, la population était de 3 747 habitants. Son siège est Nezperce. Le comté a été créé en 1911 et nommé en l'honneur de Meriwether Lewis, explorateur américain.

## Géolocalisation
|                    | Comté de Nez Perce | Comté de Clearwater |
| Comté de Nez Perce | Comté de Lewis     | Comté d'Idaho       |
|                    | Comté d'Idaho      |                     |

## Démographie
| 1920  | 1930  | 1940  | 1950  | 1960  | 1970  |
| ----- | ----- | ----- | ----- | ----- | ----- |
| 5 851 | 5 238 | 4 666 | 4 208 | 4 423 | 3 867 |

| 1980  | 1990  | 2000  | 2010  | - | - |
| ----- | ----- | ----- | ----- | - | - |
| 4 118 | 3 516 | 3 747 | 3 821 | - | - |

## Principales villes
- Craigmont
- Kamiah
- Nezperce
- Reubens
- Winchester